# Supporters Range
La Supporters Range è una catena montuosa lunga 40 km e piuttosto frastagliata che fa parte dei Monti della Regina Maud, in Antartide. 
Costeggia il bordo esterno del Ghiacciaio Mill, e si estende dal Ghiacciaio Keltie a nord, fino al Ghiacciaio Mill Stream a sud.
La denominazione fu assegnata dalla New Zealand Geological Survey Antarctic Expedition (New Zealand GSAE) (1961–62) in quanto numerose vette di questa catena hanno ricevuto la loro denominazione in onore dei supporter o finanziatori della British Antarctic Expedition (1907–09) di Ernest Shackleton.

## Elevazioni principali
Tra le vette della catena si può segnalare il Monte Iveagh, alto 3422 m, situato sul fianco orientale del Ghiacciaio Beardmore. Il Monte Iveagh fu scoperto dalla Spedizione Nimrod e denominato in onore di Edward Guinness, I conte di Iveagh, appartenente alla famiglia irlandese di produttori della famosa birra, che aveva contribuito al finanziamento della spedizione.

## Elevazioni importanti
Altre elevazioni importanti sono:
- Ghiacciaio Ashworth
- Ghiacciaio Jensen
- Ghiacciaio Laird
- Ghiacciaio Mill
- Ghiacciaio Mill Stream
- Monte Henry Lucy
- Monte Iveagh
- Monte Judd
- Monte Kinsey
- Monte Westminster
- Monte White
- Ranfurly Point
- Ghiacciaio Snakeskin